# Gerlinde Beck

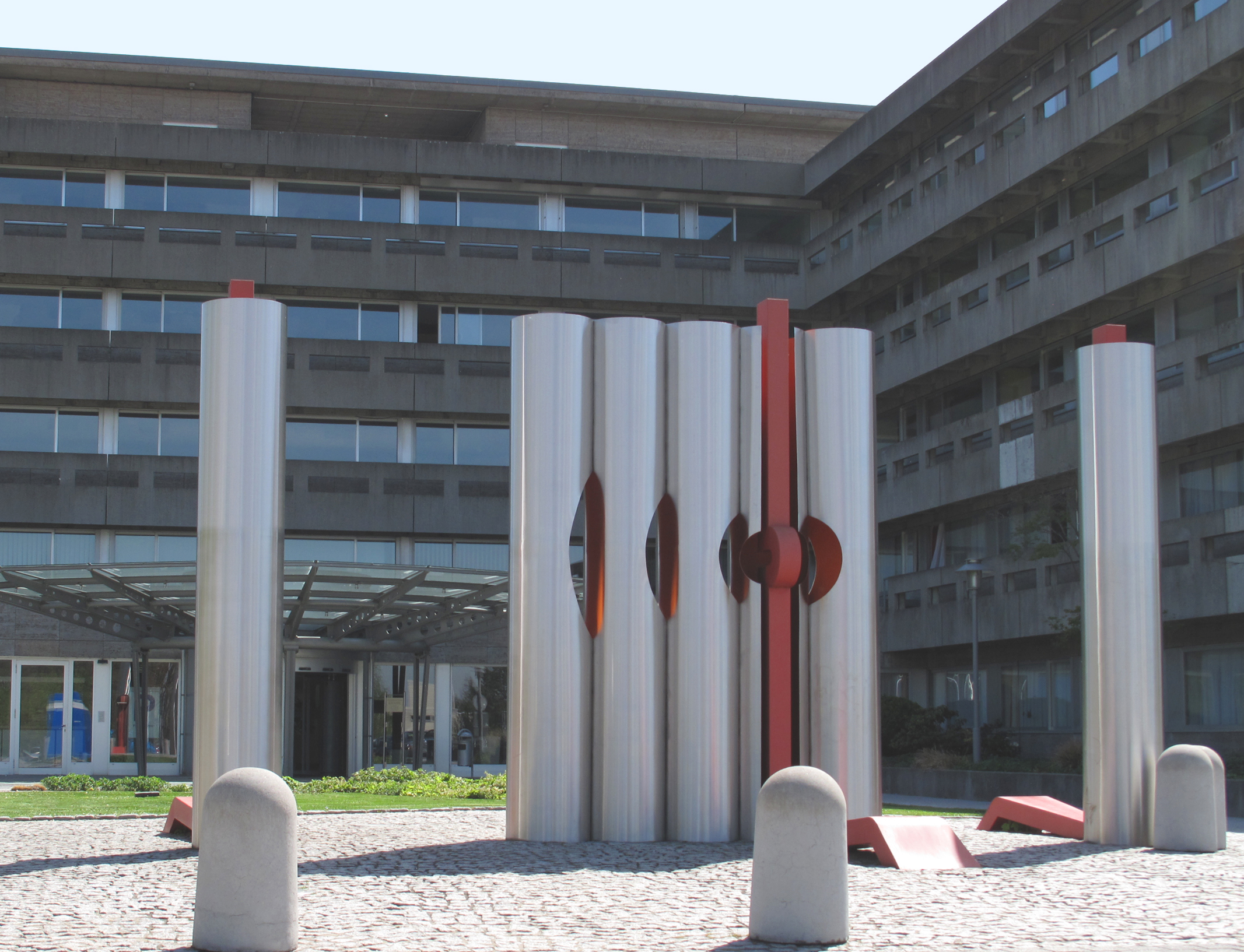
Tor des Vertrauens, 1974/76, Mühlacker

Gerlinde Beck, geb. Übele (* 11. Juni 1930 in Stuttgart-Cannstatt; † 19. Februar 2006 in Mühlacker-Großglattbach) war eine deutsche Bildhauerin und Malerin.

## Leben
Gerlinde Beck war die jüngste Tochter von Gotthilf Übele und seiner Frau Maria, geborene Sommer. Diese führten ein Zimmerei- und Leitergeschäft, in dem die Tochter schon früh Erfahrungen mit dem Baustoff Holz sammeln konnte. Als das Geschäft beim Bombenangriff 1943 abgebrannt war, beging ihr Vater Selbstmord. Gerlinde Beck absolvierte zunächst parallel zur Schule ein Praktikum in einer Holzschnitzer-Werkstatt in ihrem Wohnort Stuttgart-Bad Cannstatt.  Von 1949 bis 1956 studierte sie an der Akademie der Bildenden Künste Stuttgart bei Karl Hils, Peter Otto Heim, Gerhard Gollwitzer und Willi Baumeister und absolvierte zudem eine Feinblechner-Lehre in der Süddeutschen Kühlerfabrik Behr in Stuttgart-Feuerbach.
Beck hat sich einen Namen mit Auftragsarbeiten für „Kunst am Bau“ und im öffentlichen Raum gemacht. Ihre Arbeiten wurden vielfach ausgestellt und sind in zahlreichen Museen zu sehen. Einem breiten Publikum wurde sie mit der zwischen 1973 und 1984 entstandenen „Klangstraße“ bekannt, einer Reihe von zwölf Einzelskulpturen aus verschiedenen Materialien, die zur Klangerzeugung benutzt wurden. Am Anfang dieser Arbeit stand ein Hörerlebnis, als Siegfried Fink im Rahmen einer Ausstellung im Heilbronner Kunstverein (1973) einige der Skulpturen von Gerlinde Beck bespielte: „Ein erstes Klopfen hat mich aufhorchen lassen, und danach sind eine ganze Reihe von Klangskulpturen entstanden“(G.B.). 1985 wurden die zu einer „Klangstraße“ erweiterten Metallskulpturen im Rahmen der „Tage der Neuen Musik“ (Würzburg) als musikalische Klangquelle präsentiert. Dabei entstand eine 30-cm-LP mit Kompositionen von Karlheinz Stockhausen, Klaus Hinrich Stahmer, Christoph Wünsch und Anestis Logothetis. 1992 stand die „Klangstraße“ im Mittelpunkt des Interesses bei einer Veranstaltung der Hochschule für Musik Trossingen. Für die Beschreibung ihrer in den Raum integrierten Skulpturen und Installationen fand die Künstlerin selbst den Begriff Raumchoreografie. Gerlinde Beck war Mitglied des Deutschen Künstlerbundes und der GEDOK.
1996 hat sie die Gerlinde-Beck-Stiftung gegründet, um vor allem junge Künstler zu fördern.
Gerlinde Beck war verheiratet mit dem Musiker Hans-Peter Beck.

## Ausstellungen (Auswahl)
- 1962: Galerie Parnass, Wuppertal-Elberfeld
- 1965: Galerie De Mangelgang, Groningen (Holland)
- 1966: Pädagogische Hochschule, Dortmund
- 1966: Kunstverein Freiburg
- 1967: Kunstpreis der Böttcherstraße 1967, Paula-Becker-Modersohn-Haus, Bremen
- 1968: Kunsthalle Mannheim
- 1969: Wilhelm-Lehmbruck-Museum, Duisburg
- 1970: Prisma '70. 18. Ausstellung des Deutschen Künstlerbundes, Rheinisches Landesmuseum Bonn, Bonn[4]
- 1970: Kunstverein Oldenburg
- 1970: Kunsthalle Bremen
- 1971: Kunsthalle Wilhelmshaven
- 1971: Württembergischer Kunstverein, Stuttgart
- 1973: Kunstpavillon, Soest
- 1973: Karl-Ernst-Osthaus-Museum, Hagen
- 1973: Mannheimer Kunstverein
- 1974: Kunstverein Heilbronn
- 1977: Museum am Ostwall, Dortmund
- 1979: Stadthalle Göppingen
- 1985:	Reuchlinhaus, Pforzheim
- 1985: Städtische Galerie Hornmoldhaus, Bietigheim
- 1986: gedok-Galerie, Stuttgart
- 1987: Kunstverein Augsburg, Holbein-Haus
- 1989: Märkisches Museum, Witten
- 1992: Städtisches Museum Schloss Salder, Salzgitter
- 1992: Edition Ritzi, Hochschule für Musik Trossingen
- 1997: Skulpturenmuseum Glaskasten, Marl
- 1998: Kirche zur Allerheiligsten Dreifaltigkeit, Fellbach-Schmiden
- 2001: Palazzo Magnani, Reggio Emilia (Italien)
- 2006: Galerie Schlichtenmaier, Schloss Dätzingen
- 2016: Raumchoreographien. Tanz, Klang und Raum in der Skulptur von Gerlinde Beck, Museum Ettlingen, Schloss[5]

## Auszeichnungen und Preise
- 1961 Hugo-von-Montfort-Preis
- 1962 Zweiter Preis beim 3. Grand Prix International de Sculpture in Monaco
- 1967 Kunstpreis der Böttcherstraße in Bremen
- 1977 Stipendium der Cité Internationale des Arts Paris
- 1984 Verdienstkreuz am Bande der Bundesrepublik Deutschland
- 1989 Verleihung der Professoren-Titel
- 1995 Enzkreis-Medaille
- 2001 Verdienstkreuz 1. Klasse der Bundesrepublik Deutschland

## Galerie

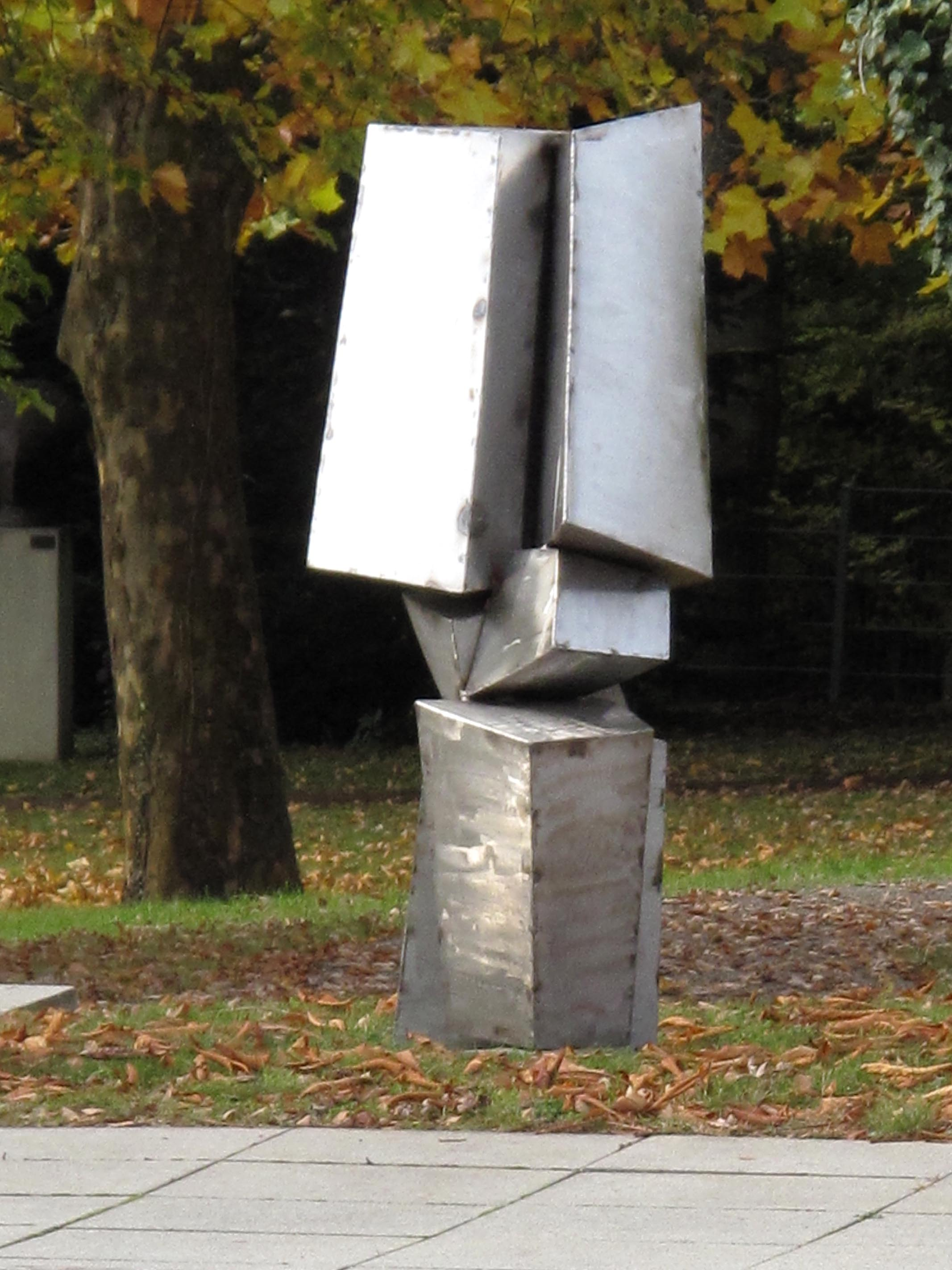
Strebepfeiler, Nürtingen, 1964
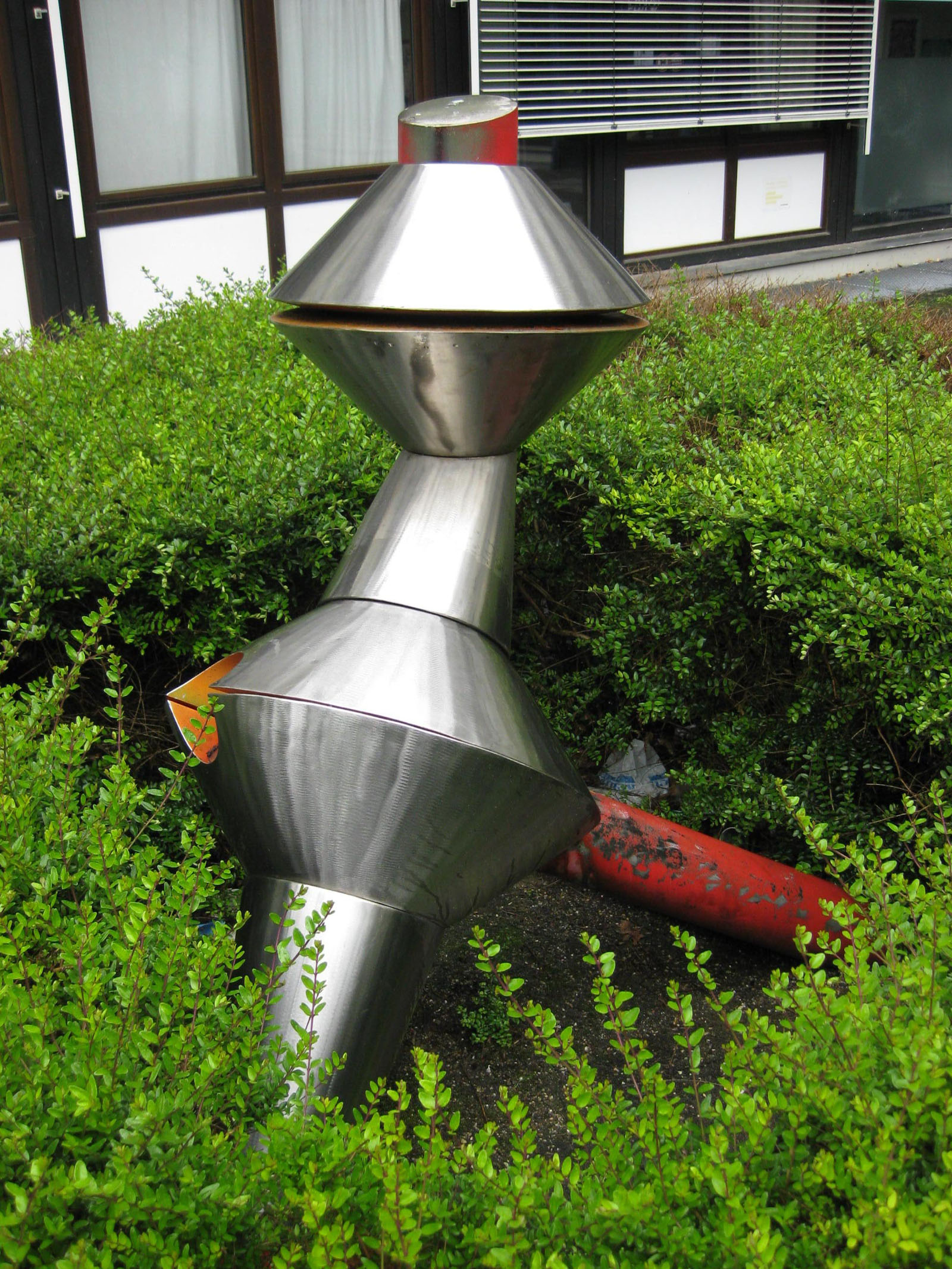
Wibke OII/b, Freiburg, 1971
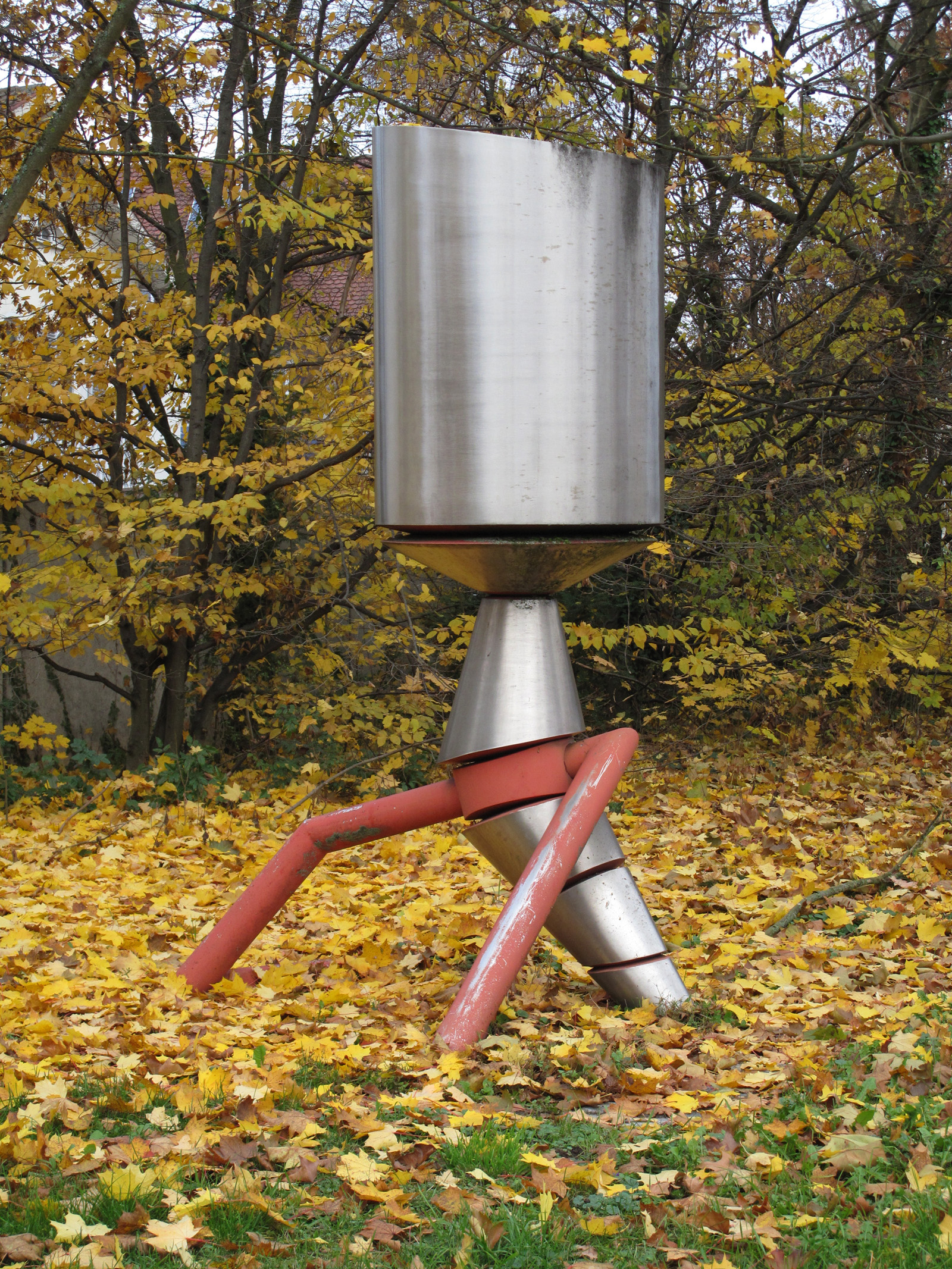
Stehende Figur, Stuttgart, (undatiert)
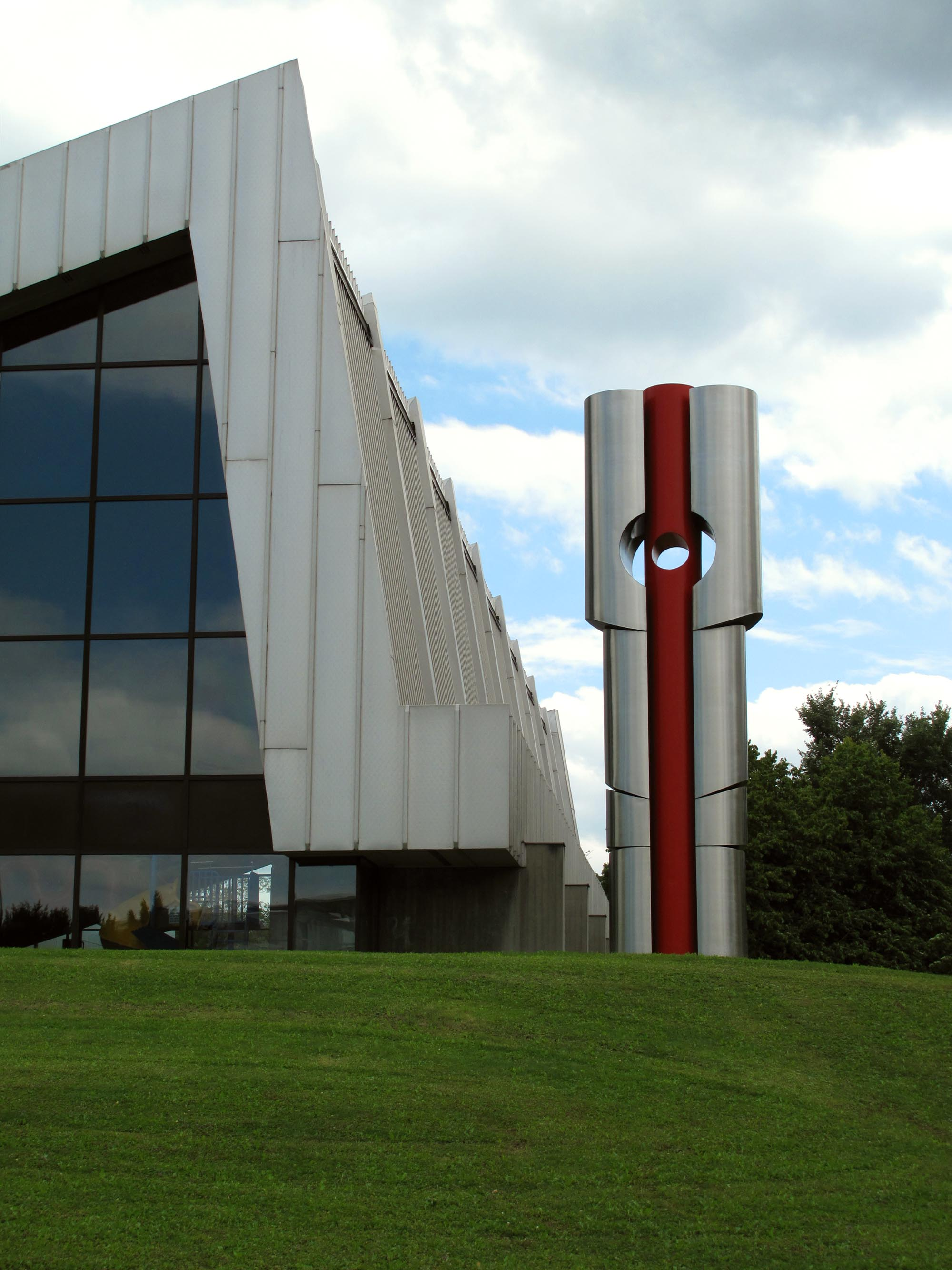
Symbol der Freundschaft, Leonberg, 1973
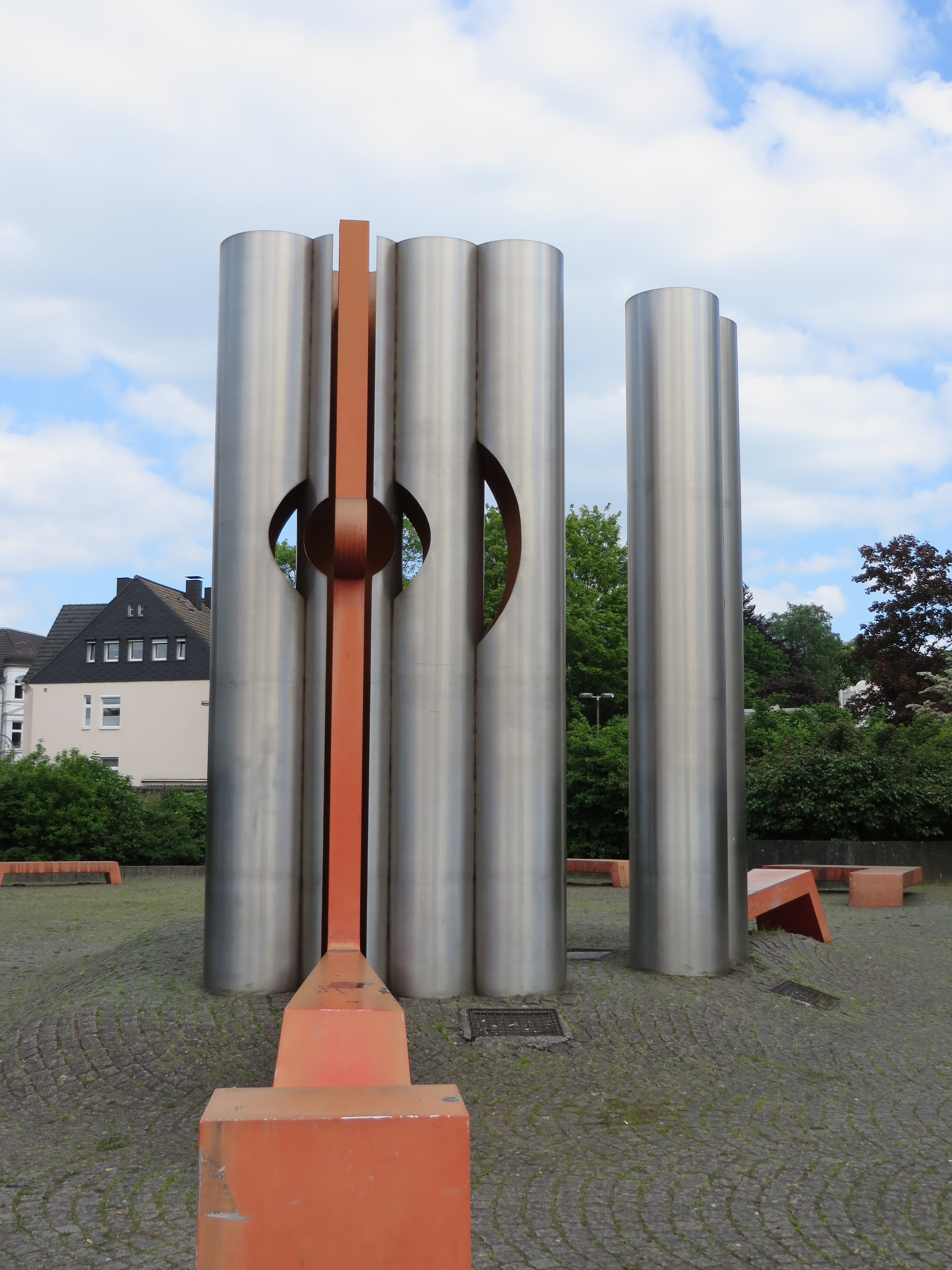
Platzgestaltung, Saalbau, Witten, 1975
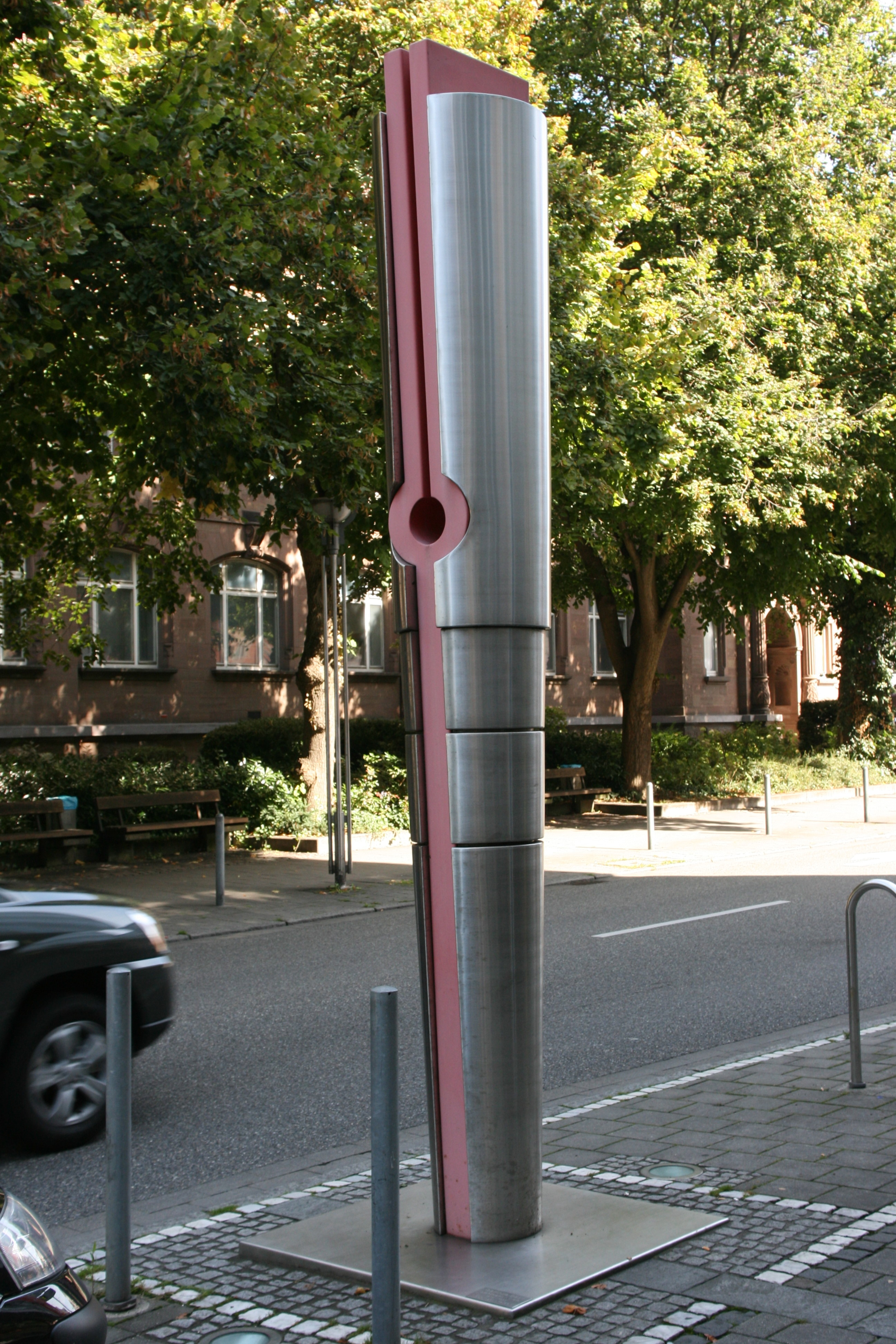
Lichtfugenstele, Singen, 1979
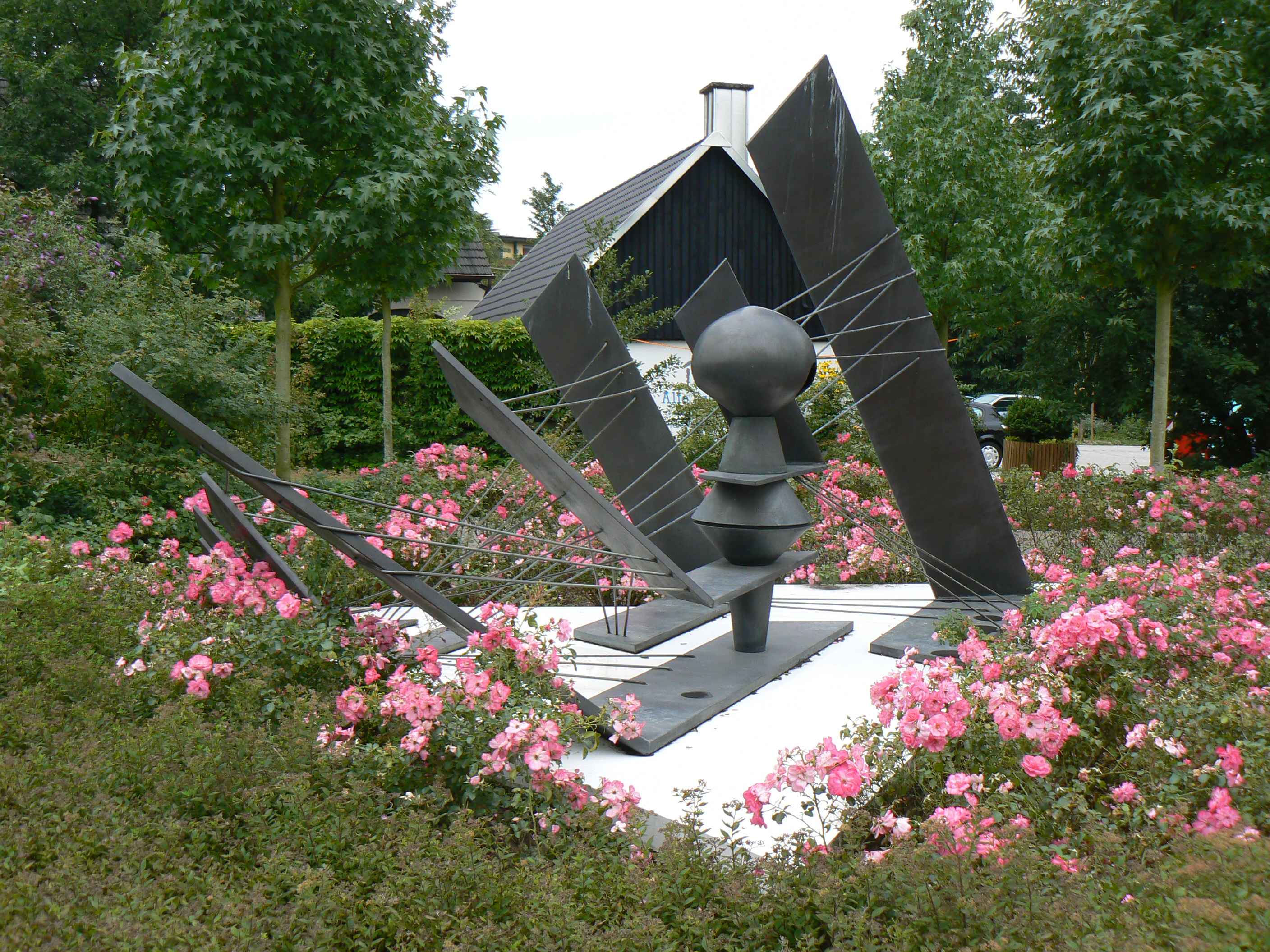
Huldigung an Oskar Schlemmer, Marl, 1985/89

## Zitate
- „Mit ihrem bestechenden handwerklichen Können und ihrem sensiblen Gefühl für Techniken und Material hat Gerlinde Beck immer wieder ganz eigene Akzente gesetzt und damit Kunst und Kultur in der Bundesrepublik Deutschland entscheidend mitgeprägt“ (Ministerpräsident Lothar Späth bei der Verleihung des Professorentitels am 18. April 1989)
- „Sie beherrschte die Kunst, das Material Stahl tanzen zu lassen.“ (Nachruf stimme.de 24. Februar 2006)